# Masters of Modern Blues Volume 1
Masters of Modern Blues Volume 1 — студійний альбом американського блюзового музиканта Джонні Шайнса, випущений у 1966 році лейблом Testament. Став першим випуском у серії «Masters of Modern Blues».

## Про альбом
Альбом був записаний у червні 1966 року на студії One-derful Studios в Чикаго для лейблу Testament і спродюсований його власником Пітом Велдінгом. Став третім випуском у серії «Masters of Modern Blues», присвяченій чиказькому блюзу.
Після тривалої перерви у музичній кар'єри, Джонні Шайнс здійснив успішне повернення у середині 1960-х і почав активно записуватися. До складу гурту Шайнса увійшли чиказькі музиканти: губний гармоніст Біг Волтер Гортон, піаніст Отіс Спенн, гітарист Лі Джексон та ударник Фред Белоу. Тут Шайнс співає відомі пісні «Rollin' and Tumblin'», «Sweet Home Chicago», «Walkin' Blues» і «Two Trains Runnin'».

## Список композицій
1. «Rollin' and Tumblin'» (Джонні Шайнс) — 3:13
2. «Trouble Is All I See» (Джонні Шайнс) — 3:49
3. «Mr. Tom Green's Farm» (Джонні Шайнс) — 4:01
4. «My Black Mare» (Джонні Шайнс) — 3:38
5. «What Kind of Little Girl Are You?» (Джонні Шайнс) — 2:35
6. «So Cold in Vietnam» (Джонні Шайнс) — 3:17
7. «Sweet Home Chicago» (Джонні Шайнс) — 3:32
8. «Walkin' Blues» (Джонні Шайнс) — 3:32
9. «Black Panther» (Джонні Шайнс) — 2:54
10. «Two Trains Runnin'» (Джонні Шайнс) — 3:17

## Учасники запису
- Джонні Шайнс — гітара, вокал
- Біг Волтер Гортон — губна гармоніка
- Отіс Спенн — фортепіано
- Лі Джексон — гітара
- Фред Белоу — ударні

Технічний персонал
- Піт Велдінг — продюсер, текст
- Норман Дейрон — інженер
- Рей Флерлейдж — фотографія